# Kāne
In der hawaiischen Mythologie gilt Kāne als die höchste der drei großen Gottheiten, zusammen mit Kū und Lono. Er war der Gott der Fortpflanzung und wurde als Vorfahre der Aliʻi und der einfachen Leute verehrt. Kāne ist der Schöpfer und spendet Leben, das mit der Morgendämmerung, der Sonne und dem Himmel verbunden ist. Für die Verehrung von Kāne waren keine Menschenopfer oder aufwändige Rituale erforderlich. In der Kumuhonua-Legende erschuf er die Erde, schenkte ihr Meerestiere, Tiere und Pflanzen und schuf Mann und Frau.
In der hawaiischen Sprache bedeutet kāne auch „Mann“.

## Mythologie
Nach der Kumuhonua-Legende schuf Kāne die drei Welten: den oberen Himmel der Götter, den unteren Himmel über der Erde und die Erde selbst als Garten für die Menschen. Er ist der dominierende Schöpfer, der jedoch von Kū und Lono unterstützt wird.
Es gibt eine parallele Legende, die besagt, dass Kāne allein der Menschen-Statue Leben einhauchte. Diese Version des Schöpfungsmythos in den Heiligen Texten schreibt Kāne allein die Erschaffung des Himmels zu. Danach wird erklärt, dass der Mensch nach dem Abbild von Kāne durch die Hände von Kū mit Lono als Assistent erschaffen wurde. Zur gleichen Zeit versuchte Kanaloa, Kānes Kunststück zu duplizieren, aber seine Statue erwachte nicht zum Leben. Daraufhin forderte er ihn heraus, indem er sagte: „Dieser Mann wird nur eine bestimmte Zeit leben, dann wird er sterben. Wenn er stirbt, werde ich ihn als mein Eigentum beanspruchen“. Dies scheint mit seiner Stellung als Herrscher über die Toten als eine von Kāne getrennte Einheit zusammenzuhängen. Einige Versionen besagen, dass Kanaloa das Alter Ego von Kāne ist, sozusagen die dunkle Hälfte. Andere sagen, er sei ein kleinerer Gott, der geschaffen wurde, um über die Toten zu herrschen. Der Autor dieses Buches sagt, dass in den ältesten Legenden, die vor etwa 1100 n. Chr. entstanden sind, Kanaloa nicht erwähnt wird. Der Autor ist der Meinung, dass Kanaloa daher ein Zusatz aus einer späteren Einwanderungswelle auf die Inseln ist.
Im Schöpfungsmythos, der die Abstammung der Hawaiier von Hāloa als jüngerem Bruder der Taropflanze herleitet, fehlt Kāne.
Eine alternative Version sieht Kanaloa als Gott des Meeres, der mit einem Tintenfisch oder einer Krake assoziiert wird und das Gegenstück zu Kāne in den Geschichten des Streits darstellt.